# Las máquinas de la isla

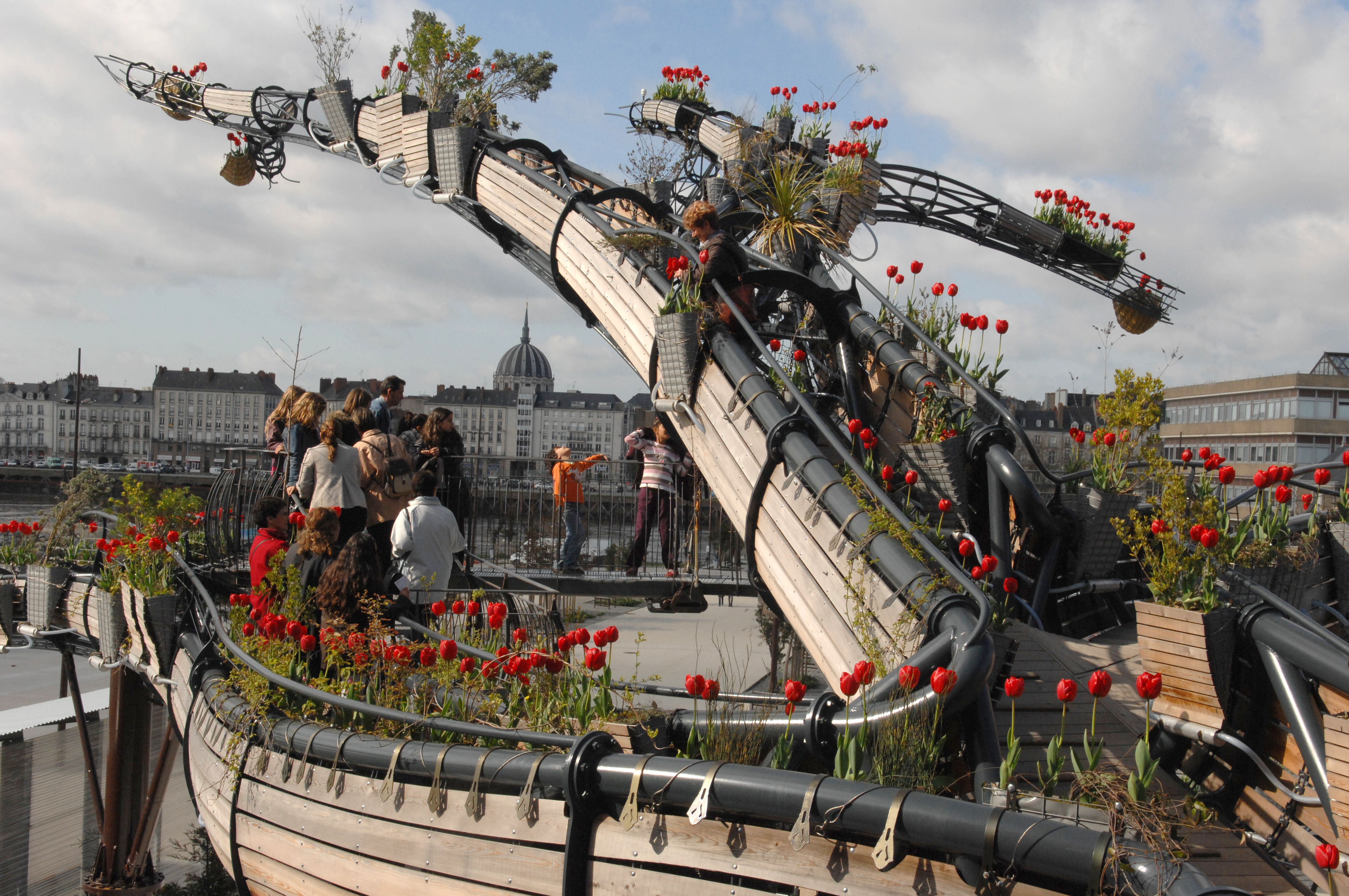
Rama prototipo del Arbre aux Hérons

Las máquinas de la isla (en francés: Les Machines de l'île) es un proyecto turístico, artístico y cultural desarrollado en la ciudad de Nantes (Francia). Se compone de un conjunto de esculturas metálicas, algunas de ellas autopropulsadas, de grandes dimensiones y estética steampunk, que se exhibe en los antiguos astilleros navales de la isla de Nantes (Parque de los Astilleros), frente al río Loira.